# Canone di Pachelbel
Il Canone di Pachelbel, noto anche come Canone e giga in re maggiore o Canone per tre violini e basso continuo, è una composizione musicale barocca in forma di canone, per tre violini e basso continuo, attribuita al musicista tedesco Johann Pachelbel. Né la data né le circostanze della composizione sono note (alcuni studiosi suggeriscono una datazione tra il 1653 e il 1706, basandosi sullo stile musicale del canone), e il più antico manoscritto superstite risale al XIX secolo, nel quale il canone è seguito da una giga in 12/8, sempre per il medesimo organico.

## Struttura

La sezione del basso ostinato del Canone di Pachelbel

Questa linea di basso viene ripetuta in tutto ventotto volte. Gli accordi di tale sequenza sono: Re maggiore (tonica), La maggiore (dominante), Si minore (tonica parallela), Fa Diesis minore (dominante parallela), Sol maggiore (sottodominante), Re maggiore (tonica), Sol maggiore (sottodominante), La maggiore (dominante).
La sequenza (o le sue successive imitazioni) possono essere individuate internamente ad altri canoni di musica classica.
Mozart la utilizzò per il suo Il Flauto Magico (1791) nella scena in cui i tre geni appaiono in scena per la prima volta, nonché nel Credo della Missa solemnis K337 (1780). Gioachino Rossini citò questa melodia nel coro "Qui è tutta calma" nel terzo atto dell'Armida composta nel 1817. Anche Joseph Haydn la utilizzò nel suo minuetto op. 50 n. 2, composto nel 1785. In tutti e tre i casi le corrispondenze non sono eccessivamente marcate, quanto piuttosto dei "richiami", divergendo in particolare nelle ultime misure.

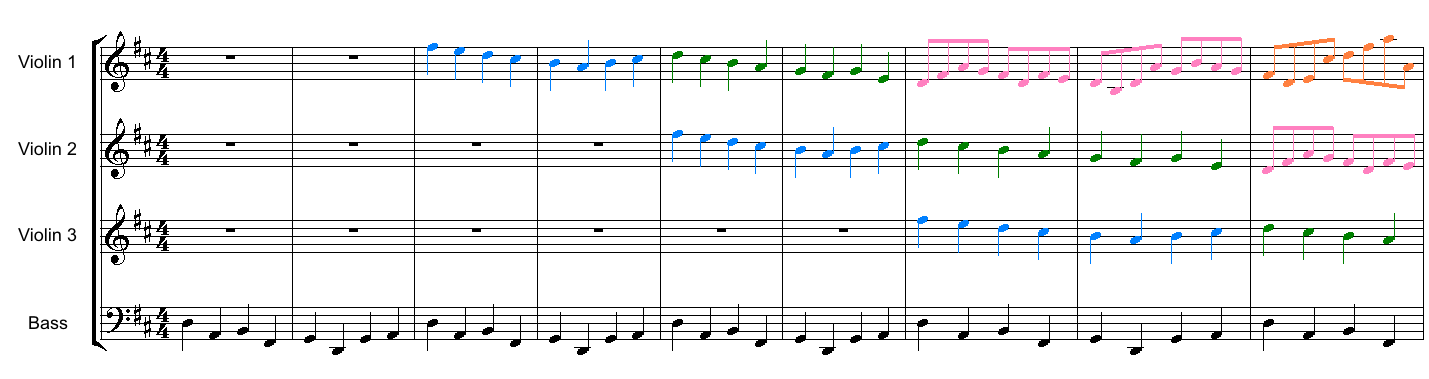
Struttura di apertura del Canone di Pachelbel

Qui sopra sono riportate le prime nove misure del Canone: i violini eseguono il canone a tre voci sopra la linea del basso che provvede a garantire la struttura armonica. I colori evidenziano le variazioni individuali e il tempo di entrata degli strumenti.

## IlCanone di Pachelbelnella cultura di massa
Il Canone di Pachelbel rappresenta uno degli esempi più importanti di crossover in ambito musicale: a partire dagli anni settanta è infatti passato dall'essere un'opera poco conosciuta della musica barocca al diventare un elemento culturale universalmente noto. Il Canone è stato infatti oggetto di numerosi rifacimenti e adattamenti in chiave pop o rock: alcuni si rifacevano nell'orchestrazione e nel rispetto della partitura, al modello originale, altri invece hanno avuto il carattere talvolta di vera e propria sperimentazione musicale, con l'uso di strumenti prettamente usati per altri generi musicali, come ad esempio la chitarra elettrica.
Utilizzi:
- il primo esempio di utilizzo del Canone nella popular music è il brano Tiny Goddess dei Nirvana inciso nel luglio 1967 e ripreso da Françoise Hardy con lo stesso titolo nell'ottobre 1968 nell'album En anglais interpretandola con parole proprie anche in italiano (La bilancia dell'amore, CGD - N 9697) e in francese (Je ne sais pas ce que je veux, EPL 8635). Altro brano che esplicitamente si richiama al Canone è Rain and Tears, inciso nel 1968 dagli Aphrodite's Child con Demis Roussos come cantante solista:[3] sull'etichetta del 45 giri era riportato tra gli autori anche Pachelbel.
- sempre del 1968 è l'adattamento in chiave pop del gruppo spagnolo Los Pop Tops nel brano O Lord, Why Lord?, che ebbe un modesto successo sul mercato discografico USA e in quello dei Paesi Bassi.
- le prime versioni moderne del Canone di Pachelbel alla chitarra elettrica sono state eseguite dai musicisti Joe Satriani e Yngwie Malmsteen.
- dal giro armonico utilizzato in questo canone ne derivano almeno altri quattro, ampiamente utilizzati nella musica leggera da artisti di ogni genere: Let It Be dei Beatles, A te di Jovanotti, A La Primera Persona del cantautore Alejandro Sanz, solo per citarne alcuni dei tanti.
- la canzone di Bob Dylan "Workingman's Blues #2" dall'album Modern Times (Bob Dylan) è costruita sul basso del Canone di Pachelbel.
- Il primo a utilizzare il Canone come musica di un film fu Werner Herzog, in L'enigma di Kaspar Hauser del 1974, in momenti di grande effetto della narrazione.[4][5][6] Il Canone compare come colonna sonora del film quattro volte premio Oscar Gente comune di Robert Redford (1980) e come colonna sonora di chiusura nel documentario Gizmo (1977) diretto da Howard Smith.
- un arrangiamento orchestrale del canone, registrato nel 1968 dalla celebre orchestra da camera Jean-François Paillard, ebbe un buon successo popolare; nei decenni successivi, il brano fu registrato da molti altri gruppi, eseguito in concerti e utilizzato come colonna sonora. La progressione di basso su cui si basa la serie di variazioni che costituisce il brano è stata utilizzata e citata ampiamente nell'ambito della musica pop.
- in Discreet Music, album di musica ambient di Brian Eno (1975), la seconda metà dell'album consiste in tre variazioni sul Canone create ognuna sulla base di un algoritmo fino a renderlo irriconoscibile. La progressione degli accordi del Canone è avvertibile inoltre nella canzone Always Returning contenuta nell'album Apollo: Atmospheres and Soundtracks del 1983.
- nel 1991 la RCA ha distribuito una compilation su CD intitolata Pachelbel's Greatest Hit con otto versioni differenti del Canone. Nello stesso anno la casa discografica ha pubblicato anche una sorta di parodia sull'ubiquità del Canone, dal titolo WTWP Classical Talkity-Talk Radio (WTWP sono le iniziali di "wall-to-wall Pachelbel", ovvero: Pachelbel da tutte le parti, o Pachelbel in tutte le salse).
- degne di nota sono inoltre le Variations on the Kanon by Johann Pachelbel, rielaborazione pianistica di George Winston.
- il brano della colonna sonora del videogioco Genshin Impact Fireside Rest[7], composto da Yu-Peng Chen, è chiaramente ispirato al giro armonico di questo canone.

### Adattamenti musicali
I seguenti brani sono esempi di incisioni che riadattano o citano il Canone.
| Anno | Incisione                       | Autore                   | Note | Variazioni nella progressione |
| ---- | ------------------------------- | ------------------------ | ---- | ----------------------------- |
| 1968 | Rain and Tears                  | Aphrodite's Child        |      | I, V, VI, III, IV, I, II, V   |
| 1968 | O Lord, Why Lord?               | Los Pop Tops             |      |                               |
| 1972 | Il pianto                       | Latte e Miele            |      |                               |
| 1978 | Albachiara                      | Vasco Rossi              |      | I, V, VI, III, IV, I, II, V   |
| 1992 | Velvet Dreams                   | Daniel Kobialka          |      |                               |
| 1996 | C'è bisogno di un piccolo aiuto | Pooh                     |      | I, V, VI, III, IV, I, II, V   |
| 1997 | Ring of Steel                   | Nocturnal Rites          |      |                               |
| 1997 | C U When U Get There            | Coolio ft. 40 Thevz      |      |                               |
| 1999 | Adagio in re                    | Richard Benson           |      |                               |
| 2004 | Christmas Canon Rock            | Trans-Siberian Orchestra |      |                               |
| 2005 | Un chimico                      | Morgan                   |      |                               |
| 2006 | Canon Rock                      | JerryC                   |      |                               |
| 2008 | Indietro                        | Tiziano Ferro            |      |                               |
| 2009 | Mirando al Cielo                | Huecco                   |      |                               |
| 2019 | Memories                        | Maroon 5                 |      |                               |
| 2023 | Full of life                    | Christine and the Queens |      |                               |

## Kanon
Canon, modificato probabilmente per questioni di pronuncia nipponica in Kanon, è anche il titolo di una visual novel giapponese della Key, da cui sono stati tratti due manga e anime. Alla composizione viene fatto esplicito riferimento e ne viene analizzata la struttura messa in paragone con la vita umana.